# ليم كوان سيك
ليم كوان سيك (28 يوليو 1975 بكوريا الجنوبية - ) هو لاعب كرة قدم كوري جنوبي في مركز الوسط. شارك مع منتخب كوريا الجنوبية لكرة القدم. أما مع النوادي، فقد لعب مع نادي بوسان أي بارك ونادي غوانغجو وتشونام دراغونز.

## وصلات خارجية
- ليم كوان سيك على موقع دوري كوريا الجنوبية (الإنجليزية)